# Ronda Rousey
Ronda Jean Rousey (Riverside, 1º febbraio 1987) è un personaggio televisivo, ex wrestler, ex judoka ed ex artista marziale mista statunitense.
Campionessa pluri-decorata nel judo, ha vinto la medaglia di bronzo ai giochi olimpici svoltisi a Pechino nel 2008, la prima nella storia del judo femminile statunitense; tra il 2002 e il 2010 ha inoltre vinto sei campionati nazionali e tre campionati continentali.
Tra il 2012 e il 2017 ha combattuto nella Ultimate Fighting Championship, la federazione di arti marziali miste più importante al mondo, della quale è diventata la prima campionessa di categoria dopo esserlo stata anche nella Strikeforce.
Tra il 2018 e il 2019 e, di nuovo, tra il 2022 e il 2023 ha combattuto nella World Wrestling Entertainment, la federazione di wrestling più importante al mondo, vincendo tre volte il titolo femminile e una volta il titolo di coppia (con Shayna Baszler); ha inoltre vinto la quinta edizione della Royal Rumble.

## Biografia
Ronda è figlia di Ron Rousey e Ann Maria DeMars e ha tre sorelle: Jennifer, Julia e Maria. La madre, di origini venezuelane, è stata la prima campionessa mondiale statunitense di Judo nel 1984. Il padre si è invece tolto la vita l'11 agosto 1995 dopo aver scoperto che, a causa di un grave trauma alla schiena sofferto in seguito ad un incidente con lo slittino, sarebbe rimasto paraplegico.
Fino all'età di sei anni ha sofferto di una grave forma di aprassia che le impediva di pronunciare correttamente anche una sola frase: per questo motivo, nel 1990, la sua famiglia si trasferì da Riverside (California) a Jamestown (North Dakota) per farla seguire da alcuni specialisti della Minot State University.
Nell'agosto del 2015 ha iniziato a frequentare il peso massimo UFC Travis Browne, con cui si è sposata il 28 agosto 2017; nel 2021 nasce la loro prima figlia, La'akea Makalapuaokalanipō Browne. In passato ha avuto una relazione con un altro peso massimo, Brendan Schaub.
Nella sua autobiografia ha affermato che nel febbraio 2012, pochi giorni prima del combattimento contro Miesha Tate, ha attaccato un suo ex fidanzato, di cui non ha fatto il nome, per averle scattato delle foto nuda senza il suo consenso.

## Carriera nel judo
Il successo di Ronda nel Judo ha principio in età giovanissima, quando a soli quattordici anni vince il torneo Coupe Canada Senior Cup 2001. Seguono le vittorie a livello nazionale del campionato US Open Junior e USA Fall Classic Senior, nonché il torneo internazionale Rendez-Vous Senior.
Nel 2004 si qualifica alle Olimpiadi di Atene, dove fu la più giovane judoka del torneo; viene eliminata al primo turno dalla forte austriaca Claudia Heill, che vinse poi la medaglia d'argento. Lo stesso anno vinse la medaglia d'oro ai Campionati Mondiali Junior in Ungheria.
Nel 2006 divenne la prima atleta statunitense da dieci anni a quella parte a vincere un torneo di livello A, grazie ad un record di 5-0 ai Mondiali di Birmingham. Lo stesso anno vinse anche una medaglia di bronzo ai Mondiali Junior, divenendo la prima atleta statunitense in grado di vincere due medaglie ai Mondiali Junior.
Nel 2007 passa alla categoria dei 70 kg, nella quale vince la medaglia d'argento ai Campionati mondiali di Rio de Janeiro.
Affermatasi come la più forte judoka degli Stati Uniti nella sua categoria di peso, Ronda prende parte alla spedizione per le Olimpiadi di Pechino 2008, per gareggiare nel torneo di Judo femminile categoria 70 kg. Venne sconfitta ai quarti di finale dall'ex campionessa mondiale Edith Bosch, ma nei ripescaggi validi per le due medaglie di bronzo disponibili Ronda sconfigge tutte e tre le sue avversarie e conquista la prima medaglia olimpica nel judo femminile nella storia degli Stati Uniti.
Ronda ha preso parte ai campionati nazionali senior anche nel 2010.
Tra le atlete che vantano una vittoria sulla Rousey vi sono Claudia Heill e Hong Ok-song nel 2004, Urška Žolnir (due volte), Lucie Décosse e Alice Schlesinger nel 2005, Annett Böhm e Gévrise Émane nel 2007, Masae Ueno, Leire Iglesias, Yalennis Castillo, Cathérine Roberge ed Edith Bosch nel 2008.

## Carriera nelle arti marziali miste
Il debutto della Rousey nelle arti marziali miste avvenne nel 2010 con un incontro dilettantistico contro Hayden Munoz, avversaria che sconfisse per sottomissione con un armbar. Successivamente prende parte al torneo Tuff-N-Uff per i 65 kg, dove prima sottomette Autumn Richardson in meno di un minuto e poi fa lo stesso in semifinale contro Taylor Stratford; entrambe le avversarie furono sottomesse con la tecnica dell'armbar (leva al braccio).
Ronda abbandona il torneo per accelerare il suo passaggio al professionismo. Debutta come professionista il 27 marzo 2011 nell'organizzazione King of the Cage contro Ediene Gomes: qui lascia vedere ancora una volta che la sua signature move è l'armbar, in quanto con tale tecnica sottomette l'avversario in soli 25 secondi.
La stessa sorte capita all'ex campionessa di kickboxing Charmaine Tweet, vittima dell'armbar di Rousey al secondo 19 del primo round.
Rousey entra nella prestigiosissima Strikeforce nell'agosto 2011: in soli cinque mesi di professionismo e due incontri alle spalle raggiunge l'organizzazione massima delle arti marziali miste femminili.
Qui gareggia come peso piuma e fa subito vedere che la sua tecnica nell'armbar è inarrestabile: nelle prime due gare sottomette in tal modo Sarah D'Alelio (25 secondi) e Julia Budd (39 secondi). Ronda viene subito proiettata in testa alle classifiche specializzate nelle WMMA: nel 2012 MMAweekly.com la classificò come la nona lottatrice più forte del mondo pound for pound, mentre per Unified Women era il secondo peso piuma più forte del mondo dopo l'ex campionessa Smackgirl Hiroko Yamanaka; da considerare che quell'anno Cristiane Santos, ritenuta la lottatrice più forte in assoluto, venne esclusa dalle competizioni e dai ranking perché trovata positiva al doping.
Dopo la sua quarta vittoria consecutiva Ronda decise di scendere nei pesi gallo per confrontarsi con la campionessa Miesha "Takedown" Tate. Ronda si dimostra all'altezza anche nella categoria di peso inferiore sconfiggendo la forte wrestler Miesha con il suo solito armbar nell'ultimo minuto del primo round, conquistando la cintura di campionessa.
Nell'agosto dello stesso anno difende per la prima volta il titolo contro la striker ed ex campionessa Sarah Kaufman, riuscendo ancora una volta a vincere per armbar in meno di un minuto.
Nel novembre 2012 Rousey diviene la prima lottatrice donna a firmare un contratto con la prestigiosa UFC, promozione che annoverava nel suo roster i migliori lottatori maschi del mondo ma che inizialmente si opponeva al pensiero di instaurare divisioni femminili al suo interno, finché la popolarità mediatica acquisita da Ronda convinse Dana White, inizialmente scettico sulle WMMA; tale evento venne premiato con il riconoscimento Headline of the Year ai Women's Mixed Martial Arts Awards del 2012 e curiosamente Rousey, nonostante la sua popolarità, non riuscì ad ottenere il riconoscimento Favourite Female Fighter in quanto i fan delle WMMA preferirono l'australiana Bec Hyatt con ben 70 voti di più. Il 6 dicembre 2012, durante la conferenza stampa per l'imminente evento UFC on Fox: Henderson vs. Diaz, le venne consegnata la cintura di campionessa dei pesi gallo UFC.
Il suo debutto in UFC non poteva andare meglio, in un incontro dove sfida l'ex marine Liz Carmouche e vince per sottomissione (armbar) al primo round dopo un inizio concitato durante il quale ha rischiato di subire l'upset, mantenendo la sua imbattibilità.
Nel 2013 viene scelta come allenatrice per la diciottesima stagione del reality show The Ultimate Fighter, prima stagione nella storia del programma a presentare coach donne: la sua rivale avrebbe dovuto essere Cat Zingano, ma a causa di un infortunio venne sostituita con la storica rivale Miesha Tate. Nel frattempo la Rousey vide la propria popolarità crescere considerevolmente, arrivando a prendere importanti pagine delle riviste Maxim e ESPN The Magazine e ad ottenere un ruolo da attrice nei film box-office I mercenari 3 e Fast & Furious 7.
La rivincita tra Ronda e Miesha si concretizzò nel dicembre 2013: Rousey fu ancora una volta dominante e ottenne un'altra vittoria tramite armbar, ma per la prima volta la campionessa arrivò alla terza ripresa; l'incontro venne premiato con il riconoscimento Fight of the Night e Rousey ottenne anche il premio Submission of the Night.
Il 2014 fu un anno difficile dal punto di vista commerciale per la UFC in quanto le due star assolute della promozione, Georges St-Pierre ed Anderson Silva, persero lo status di campioni e i fan statunitensi non riuscirono mai a simpatizzare per i fuoriclasse brasiliani José Aldo e Renan Barão come anche per gli altri campioni al di fuori di Ronda; fu proprio il presidente Dana White ad indicarla come l'atleta immagine dell'organizzazione.
Quell'anno fu protagonista del pay per view UFC 170: Rousey vs. McMann nel quale difese il titolo contro l'ex medaglia d'argento olimpica di lotta libera Sara McMann con la sua prima vittoria per KO, ottenendo anche il premio Performance of the Night; Ronda stabilì anche il record di minor tempo intercorso tra due difese del titolo con successo, in quanto tra i due eventi UFC 168 ed UFC 170 nei quali combatté trascorsero solamente cinquantasei giorni.
Sempre nel 2014 la UFC produsse un documentario dal titolo UFC Presents Ronda Rousey: Breaking Ground, incentrato sulla vita della campionessa, che venne nominato per il premio Emmy.
La quarta difesa del titolo avvenne in luglio con la velocissima vittoria in soli 16 secondi per KO contro la canadese Alexis Davis, al termine della quale Ronda venne premiata con il riconoscimento Performance of the Night; nonostante il breve incontro Ronda s'infortunò ad una mano ed inoltre necessitò di un'operazione a un ginocchio.
Nel febbraio del 2015 mise a segno un nuovo record sottomettendo in soli 14 secondi la precedentemente imbattuta Cat Zingano, ottenendo un altro premio Performance of the Night.
Ad agosto dovette difendere il titolo in Brasile contro Bethe Correia. Rousey vinse l'incontro dopo soli 34 secondi mandando KO la sua avversaria con una serie di pugni al volto. A fine match, durante l'intervista con Joe Rogan, affermò di voler dedicare la vittoria a Roddy Piper, noto wrestler deceduto il giorno prima.
Il 14 novembre 2015, dovette difendere per la settima volta il titolo dei pesi gallo contro la campionessa di kickboxing Holly Holm (10-0) all'evento UFC 193. La Rousey iniziò il match in modo molto aggressivo e la Holm, grazie alla sua superiorità nella boxe, riuscì a colpirla ripetutamente al volto con ganci e diretti sinistri controllando così anche le distanze. Dopo aver iniziato un primo clinch, la Holm riuscì a colpire il volto della Rousey con pugni a breve distanza, causandole il sanguinamento dal naso. In un secondo tentativo di clinch la campionessa riuscì ad atterrarla e tentò vanamente di connettere con un armbar. Verso la fine del round, entrambe le atlete rientrarono in clinch, ma stavolta fu la Holm a portare al tappeto la Rousey. Nella seconda ripresa Ronda continuò ad attaccare in modo molto aggressivo nel tentativo di connettere con alcuni potenti pugni, ma questa volta fallì nettamente nel suo intento, venendo anche colpita con tre contrattacchi. Infine la Holm mise a segno un devastante calcio alla testa che pose fine all'incontro per KO dopo cinquantanove secondi dall'inizio del secondo round. Questa sconfitta segnò la fine della sua imbattibilità durata ben dodici incontri e inoltre entrambe le atlete ricevettero il riconoscimento Fight of the Night.
Il 18 novembre viene sospesa per sessanta giorni dalle attività agonistiche per le lesioni riportate durante il match con la Holm; tuttavia, si è dovuta sottoporre ad un intervento chirurgico per ricostruire il labbro letteralmente diviso in due dopo i colpi subiti, rimanendo fuori dall'ottagono fino al 9 dicembre 2015. Molte testate e siti specializzati riportano che l'impatto sulla Rousey di tale sconfitta è stato terrificante dal punto di vista psicologico, tanto che la stessa Ronda, che dalla sconfitta con la Holm centellina le sue apparizioni pubbliche come mai aveva fatto prima, rivela a Ellen DeGeneres come abbia pensato anche al suicidio dopo la disfatta.
Dopo uno stop di oltre un anno, il ritorno della Rousey è avvenuto il 30 dicembre 2016 con avversaria Amanda Nunes, campionessa dei pesi gallo, all'evento UFC 207 per il titolo. In precedenza la Rousey, durante un'intervista al The Ellen Show, aveva dichiarato che tale combattimento sarebbe stato uno dei suoi ultimi. Lo scontro si traduce in un'altra durissima sconfitta per l'americana che, denotando una scarsa tecnica pugilistica già evidenziata contro la Holm, subisce ripetutamente i colpi della Nunes fin dalle primissime battute, non riuscendo mai ad accorciare le distanze per impostare il combattimento sul piano della lotta corpo a corpo, a lei più congeniale. Centrata più volte al volto, dopo meno di un minuto viene fermata dall'arbitro quando ormai era sull'orlo del KO.
Il 9 giugno 2018 viene ufficializzata la sua introduzione nella UFC Hall of Fame, che si concretizza il 3 luglio seguente: Ronda diviene così la prima donna a ottenere questo riconoscimento.
Risultati
| Risultato | Record | Avversario        | Metodo                    | Evento                                          | Data             | Round | Tempo | Città       | Note                                 |
| --------- | ------ | ----------------- | ------------------------- | ----------------------------------------------- | ---------------- | ----- | ----- | ----------- | ------------------------------------ |
| Sconfitta | 12–2   | Amanda Nunes      | KO tecnico (pugni)        | UFC 207: Nunes vs. Rousey                       | 30 dicembre 2016 | 1     | 0:48  | Paradise    | Per il titolo dei Pesi Gallo UFC     |
| Sconfitta | 12–1   | Holly Holm        | KO (calcio alla testa)    | UFC 193: Rousey vs. Holm                        | 15 novembre 2015 | 2     | 0:59  | Melbourne   | Perde il titolo dei Pesi Gallo UFC   |
| Vittoria  | 12–0   | Bethe Correia     | KO (pugni)                | UFC 190: Rousey vs. Correia                     | 1º agosto 2015   | 1     | 0:34  | San Paolo   | Difende il titolo dei Pesi Gallo UFC |
| Vittoria  | 11–0   | Cat Zingano       | Sottomissione (armbar)    | UFC 184: Rousey vs. Zingano                     | 28 febbraio 2015 | 1     | 0:14  | Los Angeles | Difende il titolo dei Pesi Gallo UFC |
| Vittoria  | 10–0   | Alexis Davis      | KO (colpi)                | UFC 175: Weidman vs. Machida                    | 5 luglio 2014    | 1     | 0:16  | Las Vegas   | Difende il titolo dei Pesi Gallo UFC |
| Vittoria  | 9–0    | Sara McMann       | KO (ginocchiata al corpo) | UFC 170: Rousey vs. McMann                      | 22 febbraio 2014 | 1     | 1:06  | Las Vegas   | Difende il titolo dei Pesi Gallo UFC |
| Vittoria  | 8–0    | Miesha Tate       | Sottomissione (armbar)    | UFC 168: Weidman vs. Silva 2                    | 28 dicembre 2013 | 3     | 0:58  | Las Vegas   | Difende il titolo dei Pesi Gallo UFC |
| Vittoria  | 7–0    | Liz Carmouche     | Sottomissione (armbar)    | UFC 157: Rousey vs. Carmouche                   | 23 febbraio 2013 | 1     | 4:49  | Anaheim     | Difende il titolo dei Pesi Gallo UFC |
| Vittoria  | 6–0    | Sarah Kaufman     | Sottomissione (armbar)    | Strikeforce: Rousey vs. Kaufman                 | 18 agosto 2012   | 1     | 0:54  | San Diego   |                                      |
| Vittoria  | 5–0    | Miesha Tate       | Sottomissione (armbar)    | Strikeforce: Tate vs. Rousey                    | 3 marzo 2012     | 1     | 4:27  | Columbus    |                                      |
| Vittoria  | 4–0    | Julia Budd        | Sottomissione (armbar)    | Strikeforce Challengers: Britt vs. Sayers       | 18 novembre 2011 | 1     | 0:39  | Las Vegas   |                                      |
| Vittoria  | 3–0    | Sarah D'Alelio    | Sottomissione (armbar)    | Strikeforce Challengers: Gurgel vs. Duarte      | 12 agosto 2011   | 1     | 0:25  | Las Vegas   |                                      |
| Vittoria  | 2–0    | Charmaine Tweet   | Sottomissione (armbar)    | School of Hard Knocks 12                        | 17 giugno 2011   | 1     | 0:49  | Calgary     |                                      |
| Vittoria  | 1–0    | Ediene Gomes      | Sottomissione (armbar)    | King of the Cage: Turning Point                 | 27 marzo 2011    | 1     | 0:25  | Los Angeles |                                      |
| Vittoria  | NU     | Taylor Stratford  | Sottomissione (armbar)    | Tuff-N-Uff: Las Vegas vs. 10th Planet Riverside | 7 gennaio 2011   | 1     | 0:24  | Las Vegas   |                                      |
| Vittoria  | NU     | Autumn Richardson | Sottomissione (armbar)    | Tuff-N-Uff: Future Stars of MMA                 | 12 novembre 2010 | 1     | 0:57  | Las Vegas   |                                      |
| Vittoria  | NU     | Hayden Munoz      | Sottomissione (armbar)    | CFL: Ground Zero                                | 6 agosto 2010    | 1     | 0:23  | Oxnard      |                                      |

## Carriera nel wrestling
Il 17 agosto 2014 Ronda Rousey, insieme al resto delle Four Horsewomen, è apparsa tra il pubblico allo Staples Center di Los Angeles (California) in occasione dell'edizione annuale di SummerSlam, seguendo con attenzione l'incontro tra John Cena e Brock Lesnar, vinto poi da quest'ultimo.
Il 29 marzo 2015, a WrestleMania 31, Ronda Rousey è stata protagonista di un segmento al fianco di The Rock contro Stephanie McMahon e Triple H.
Il 28 gennaio 2018, al termine del Royal Rumble match femminile dell'omonimo pay-per-view, Ronda Rousey ha fatto il suo debutto ufficiale nella World Wrestling Entertainment, salendo sul ring insieme alla vincitrice della rissa reale (Asuka) e alle campionesse di Raw e SmackDown (Alexa Bliss e Charlotte Flair). Nella puntata del 12 febbraio il General Manager dello show rosso, Kurt Angle, ha annunciato che la Rousey avrebbe firmato il suo contratto con la WWE durante Elimination Chamber. Il 25 febbraio, ad Elimination Chamber, la Rousey è stata accolta in maniera trionfale da Triple H e Stephanie McMahon ma, poco prima di firmare il contratto, Angle le ha rivelato che i due non avevano ancora digerito l'affronto subìto tre anni prima, a WrestleMania 31, e per questo motivo avrebbero tentato in tutti i modi di ostacolarla durante la sua esperienza in federazione; dopo alcuni attimi concitati, la ragazza ha attaccato Triple H gettandolo su di un tavolo con un Belly-to-belly suplex. L'8 aprile, a WrestleMania 34, la Rousey ha fatto il suo debutto sul ring, sconfiggendo Stephanie McMahon e Triple H in un Mixed Tag Team match in coppia con Kurt Angle.
Il 17 giugno 2018, a Money in the Bank, Ronda Rousey ha affrontato Nia Jax per il Raw Women's Championship, ma il match è terminato in squalifica a causa dell'intromissione di Alexa Bliss, che successivamente ha incassato con successo il proprio Money in the Bank. La sera dopo, a Raw, la Rousey ha brutalmente attaccato la Bliss e alcuni arbitri che erano giunti sul ring per calmarla; questo ha portato il General Manager dello show rosso, Kurt Angle, a sospenderla per trenta giorni (kayfabe). Il 15 luglio, ad Extreme Rules, la Rousey si è presentata all'arena come spettatrice pagante, ma durante il match tra Nia Jax e Alexa Bliss è intervenuta per attaccare quest'ultima. Il 6 agosto ha combattuto il suo primo incontro ufficiale a Raw, sconfiggendo Alicia Fox per sottomissione in pochi minuti. Il 19 agosto, a SummerSlam, ha sconfitto facilmente la Bliss in un match per il Raw Women's Championship, conquistando così il suo primo titolo in WWE. Il 16 settembre, ad Hell in a Cell, ha difeso con successo la cintura nella rivincita contro la Bliss, procurandole una commozione cerebrale (legit).
Nella puntata di Raw del 1º ottobre 2018 Ronda Rousey ha sconfitto Ruby Riott; cinque giorni dopo, a Super Show-Down, ha fatto squadra con le rientranti Bella Twins (Brie Bella e Nikki Bella), battendo la Riott Squad al completo (Liv Morgan, Ruby Riott e Sarah Logan). La sera successiva le tre hanno vinto nuovamente contro la Riott Squad, ma a fine match la Rousey è stata attaccata dalle Bella Twins. Il 28 ottobre, ad Evolution, ha difeso con successo il titolo contro Nikki Bella.
Il 18 novembre 2018, a Survivor Series, Ronda Rousey ha affrontato Charlotte Flair, che sostituiva la campionessa di SmackDown, Becky Lynch, infortunatasi al naso; il match contro la Flair è terminato con la vittoria per squalifica dopo che quest'ultima l'ha attaccata brutalmente con una mazza da kendō. La settimana successiva ha difeso con successo il titolo contro Mickie James, mentre il 3 dicembre ha sconfitto Nia Jax e Tamina in coppia con Ember Moon. Il 16 dicembre, a Tables, Ladders & Chairs, la Rousey ha difeso con successo il titolo contro la Jax; quella stessa sera, nel main-event del pay-per-view, si è intromessa nel match per lo SmackDown Women's Championship che includeva Asuka, Becky Lynch e Charlotte Flair, attaccando queste ultime due e favorendo indirettamente la vittoria di Asuka. Il 27 gennaio 2019, a Royal Rumble, la Rousey ha difeso con successo il titolo contro Sasha Banks, mentre ad Elimination Chamber ha sconfitto Ruby Riott in uno squash di circa due minuti.
Nella puntata di Raw del 4 marzo 2019 Ronda Rousey ha effettuato un turn-heel, attaccando brutalmente Becky Lynch e prendendosela con il pubblico presente all'arena. Il 10 marzo, a Fastlane, è intervenuta nel match tra Charlotte Flair e Becky Lynch, colpendo volontariamente quest'ultima e facendola vincere per squalifica. Il 7 aprile, a WrestleMania 35, la Rousey ha perso il Raw Women's Championship in favore della Lynch in un Triple Threat match che comprendeva anche la Flair, terminando il suo regno da campionessa dopo 232 giorni.
Dopo quasi tre anni di inattività, Ronda Rousey ha fatto il suo ritorno in WWE il 29 gennaio 2022, vincendo il Royal Rumble match femminile eliminando per ultima Charlotte Flair. A WrestleMania 38 fu però sconfitta da Flair in maniera poco chiara e nella successiva puntata di SmackDown, la sfidò ad un i "quit" match per WrestleMania Backlash dove vinse diventando campionessa. A Money in the Bank perse lo SmackDown Women's Championship contro Liv Morgan dopo 55 giorni di regno. Ad Extreme Rules conquistò per la seconda volta lo SmackDown Women's Championship sconfiggendo Liv Morgan in un Extreme rules match.

## Personaggio

### Mosse finali
- Armbar (Cross armbreaker)
- Piper's Pit (Swinging samoan drop)

### Soprannomi
- "Baddest Woman on the Planet"
- "Rowdy"

## Controversie
Ronda Rousey salì subito alla ribalta negli Stati Uniti come nuova immagine delle arti marziali miste femminili, di fatto ereditando quella che era la posizione di Gina Carano: i riflettori vennero puntati sulla giovane californiana non solo per le sue eccezionali abilità nel grappling, ma anche perché si distinse come una delle prime lottatrici a fare uso del trash-talking nelle conferenze stampa e su Twitter, sfogandosi pubblicamente con commenti personali a 360 gradi che certo non potevano far piacere a tutti.
Nel 2012 scambiò delle provocazioni via Twitter con l'ex campionessa dei pesi piuma Strikeforce Cristiane "Cyborg" Santos, rispondendo ad una sfida lanciata dalla brasiliana e affermando che questa era un'ingrata per aver messo online sul proprio profilo una foto che ritraeva il volto tumefatto di Gina Carano dopo il loro incontro per il titolo; inoltre, in un'intervista, Ronda affermò che la Santos è un pessimo esempio per le ragazze che vogliono avvicinarsi alle MMA e che deve i suoi successi al doping, finendo per paragonarla al personaggio di Ivan Drago.
Lo stesso anno Ronda surriscaldò l'ambiente nel mese precedente alla sfida per il titolo dei pesi gallo Strikeforce contro Miesha Tate parlando delle qualità della rivale e affermando che a prendere come provocazione personale il suo trash-talking erano solamente detentrici di titoli o ex tali.
Ronda si permise anche di commentare l'incontro per il titolo dei pesi welter UFC ad interim tra Nick Diaz e Carlos Condit, affermando che nonostante la vittoria di Condit il vero campione della sfida era stato Diaz, mettendo in dubbio l'operato dei giudici di gara e criticando l'atteggiamento in gara di Condit, che si guardava bene dall'entrare nella guardia di Diaz.
La Rousey contestò inoltre la nozione della MMA come "sport anti-donna" dichiarando: "Ci sono così tante argomentazioni ridicole secondo cui le MMA sono in qualche modo anti-donna. Combattere non è una cosa solo da uomo, è una cosa umana. Dire che sono anti-donna è una dichiarazione anti-femminista".

## Titoli e riconoscimenti

### Arti marziali miste
- Strikeforce
  - Strikeforce Women's Bantamweight Championship (1)
- Ultimate Fighting Championship
  - UFC Women's Bantamweight Championship (1)

### Wrestling
- World Wrestling Entertainment
  - WWE Raw Women's Championship (1)
  - WWE SmackDown Women's Championship (2)
  - WWE Women's Tag Team Championship (1) – con Shayna Baszler
  - Royal Rumble (2022)
- Pro Wrestling Illustrated
- 1ª tra le 100 migliori wrestler femminili nella PWI Women's 100 (2018)[14]

## Filmografia

### Cinema
- I mercenari 3 , regia di Patrick Hughes (2014)
- Fast & Furious 7, regia di James Wan (2015)
- Entourage, regia di Doug Ellin (2015)
- 22 miglia di fuoco, regia di Peter Berg (2018)
- Charlie's Angels, regia di Elizabeth Banks (2019)

### Televisione
- Drunk History – serie TV, un episodio (2016)
- Blindspot – serie TV, un episodio (2017)
- 9-1-1 – serie TV, cinque episodi (2019)

## Doppiatrici italiane
Nelle versioni in italiano delle opere in cui ha recitato, Ronda Rousey è stata doppiata da:
- Federica De Bortoli in I mercenari 3 - The Expendables, Entourage
- Loretta Di Pisa in Fast & Furious 7, 9-1-1
- Francesca Manicone in Red Zone - 22 miglia di fuoco